# Francesco Gavazzi
Pour les articles homonymes, voir Gavazzi.
Francesco Gavazzi (né le 1er août 1984 à Morbegno, dans la province de Sondrio, en Lombardie) est un coureur cycliste italien, professionnel de 2007 à 2023. Il a notamment remporté une étape du Tour d'Espagne 2011.

## Biographie
Francesco Gavazzi devient professionnel en 2007 en signant pour l'équipe Lampre après y avoir passé deux ans en tant que stagiaire. En tant que membre de l'équipe, il est mêlé à l'affaire Mantoue.
En 2011, il gagne sa première étape sur un grand tour en remportant la 18e étape du Tour d'Espagne en échappée et devançant le Belge Kristof Vandewalle.
À l'issue de la saison 2014, il signe un contrat en faveur de l'équipe continentale professionnelle italienne Southeast.
En 2015 il se classe deuxième du Trofeo Laigueglia et du Grand Prix de Lugano en début de saison.
En 2018, il termine cinquième du Tour du Limousin.

## Palmarès et classements mondiaux

### Palmarès amateur
- 2001
  - Tre Ciclistica Bresciana
- 2002
  - Tre Giorni Orobica
  - Une étape des Tre Ciclistica Bresciana
  - 2e du Tre Ciclistica Bresciana
- 2003
  - 6e étape du Tour de la Vallée d'Aoste
  - 2e de la Medaglia d'Oro Consorzio Marmisti
  - 3e du Mémorial Assuero Barlottini
- 2004
  - 2e du Trofeo L'Eco del Chisone
  - 3e de la Coppa Colli Briantei Internazionale
- 2005
  - Circuito di Bibano
  - 3e du Mémorial Gigi Pezzoni
- 2006
  -  Champion d'Italie sur route espoirs
  - 4e étape du Baby Giro
  - Trofeo Unidelta
  - Trofeo Sportivi di Briga
  - Tour de Toscane espoirs
  - Giro del Canavese
  - 2e du Gran Premio Folignano
  -  Médaillé de bronze du championnat d'Europe sur route espoirs
  - 3e du Giro del Valdarno
  - 4e du championnat du monde sur route espoirs

### Palmarès professionnel
| - 2007 - 3e de la Japan Cup - 2008 - 5e du Tour de Pologne - 2009 - Tour de Nuremberg - 2e du Grand Prix de l'industrie et du commerce de Prato - 3e du Tour de Romagne - 3e du Tour du Piémont - 10e du Tour de Pologne - 2010 - 1re étape du Tour de Sardaigne - 3e étape du Tour du Pays basque - Coppa Agostoni - 2e du Trofeo Laigueglia - 8e du Grand Prix de Plouay - 9e du Grand Prix cycliste de Montréal - 10e de Tirreno-Adriatico - 2011 - 5e étape du Tour du Pays basque - 6e et 10e étapes du Tour du Portugal - 18e étape du Tour d'Espagne - 2012 - 3e étape du Tour de Pékin - 2e du Tour de Pékin - 2014 - 3e du Trofeo Serra de Tramontana | - 2015 - 2e du Trofeo Laigueglia - 2e du Grand Prix de Lugano - 2016 - Mémorial Marco Pantani - 2e étape du Tour du Portugal - 2e du Grand Prix de la côte étrusque - 2e du Tour des Apennins - 2e du Sibiu Cycling Tour - 3e des Trois vallées varésines - 3e de la Coppa Agostoni - 2017 - 3e du Grand Prix de la côte étrusque - 3e de la Classic de l'Ardèche - 3e du Tour du Limousin - 3e de la Coppa Agostoni - 3e de la Coppa Sabatini - 7e du Tour de Turquie - 2018 - 1re étape du Tour de Burgos - 2e du Grand Prix du canton d'Argovie - 3e du Mémorial Marco Pantani - 2019 - 4e étape du Tour du Limousin-Nouvelle-Aquitaine |  |

### Résultat sur les grands tours

#### Tour de France
2 participations
- 2010 : 105e
- 2013 : 84e

#### Tour d'Italie
8 participations
- 2008 : 84e
- 2009 : 69e
- 2015 : 58e
- 2018 : 53e
- 2019 : 58e
- 2021 : 29e
- 2022 : 67e
- 2023 : 67e

#### Tour d'Espagne
1 participation
- 2011 : 58e, vainqueur de la 18e étape

### Classements mondiaux
| Année                                 | 2008 | 2009 | 2010 | 2011 | 2012 | 2013 | 2014 | 2015 | 2016 | 2017 | 2018 | 2019 | 2020 | 2021 | 2022 | 2023  |
| ------------------------------------- | ---- | ---- | ---- | ---- | ---- | ---- | ---- | ---- | ---- | ---- | ---- | ---- | ---- | ---- | ---- | ----- |
| UCI ProTour                           | 51e  |      |      |      |      |      |      |      |      |      |      |      |      |      |      |       |
| Calendrier mondial                    |      | 111e | 109e |      |      |      |      |      |      |      |      |      |      |      |      |       |
| UCI World Tour                        |      |      |      | 119e | 53e  | 155e | 191e |      | nc   | nc   | nc   |      |      |      |      |       |
| Classement mondial                    |      |      |      |      |      |      |      |      | 56e  | 75e  | 130e | 413e | 949e | 728e | 946e | 2167e |
| UCI Europe Tour                       |      |      |      |      |      |      |      | 78e  | 9e   | 19e  | 26e  | 329e | 742e | 573e | 691e | nc    |
| UCI Asia Tour                         |      |      |      |      |      |      |      | 88e  | nc   | nc   | nc   |      |      |      |      |       |
|                                       |      |      |      |      |      |      |      |      |      |      |      |      |      |      |      |       |
| Légende : nc = non classéSource : UCI |      |      |      |      |      |      |      |      |      |      |      |      |      |      |      |       |

## Distinctions
- Oscar TuttoBici des moins de 23 ans : 2006